# Sport Club Kriens 2010-2011
Questa voce raccoglie le informazioni riguardanti il Sport Club Kriens nelle competizioni ufficiali della stagione 2010-2011.

## Stagione
Nella stagione 2010-2011 il Kriens, allenato da Maurizio Jacobacci, concluse il campionato di Challenge League al 12º posto. In Coppa Svizzera il Kriens fu eliminato agli ottavi di finale dallo Young Boys.

## Rosa
| N. |                     | Ruolo | Calciatore           |
| -- | ------------------- | ----- | -------------------- |
| 3  | Svizzera (bandiera) | D     | Yves Zahnd           |
| 4  | Svizzera (bandiera) | D     | Samuel Imbach        |
| 5  | Svizzera (bandiera) | D     | Igor Đurić           |
| 6  | Svizzera (bandiera) | C     | Genc Mehmeti         |
| 7  | Svizzera (bandiera) | C     | Thierry Stadelmann   |
| 8  | Germania (bandiera) | C     | Benedikt Deigendesch |
| 10 | Svizzera (bandiera) | C     | Cyril Schiendorfer   |
| 11 | Svizzera (bandiera) | D     | Sandro Foschini      |
| 12 | Kosovo (bandiera)   | D     | Halit Bajrami        |
| 12 | Svizzera (bandiera) | A     | Lars Unternährer     |
| 14 | Svizzera (bandiera) | C     | Benedikt Koller      |
| 14 | Serbia (bandiera)   | A     | Genc Matoshi         |
| 15 | Serbia (bandiera)   | C     | Ljubomir Baosic      |

| N. |                           | Ruolo | Calciatore          |
| -- | ------------------------- | ----- | ------------------- |
| 15 | Svizzera (bandiera)       | C     | Livio Kauer         |
| 16 | Svizzera (bandiera)       | D     | Sascha Imholz       |
| 17 | Ghana (bandiera)          | A     | Edmond N'Tiamoah    |
| 18 | Francia (bandiera)        | P     | Franck Grasseler    |
| 19 | Italia (bandiera)         | C     | Roberto Souto       |
| 20 | Svizzera (bandiera)       | C     | Gëzim Shalaj        |
| 21 | Argentina (bandiera)      | D     | Emiliano Cerdá      |
| 22 | Camerun (bandiera)        | A     | Jean-Michel Tchouga |
| 23 | Costa d'Avorio (bandiera) | A     | Ibrahim Camara      |
| 24 | Svizzera (bandiera)       | A     | Igor Tadić          |
| 32 | RD del Congo (bandiera)   | P     | Joël Kiassumbua     |
|    | Svizzera (bandiera)       | C     | Yannick Keller      |

## Organigramma societario
Area tecnica
- Allenatore: Maurizio Jacobacci
- Allenatore in seconda:
- Preparatore dei portieri: Markus Hunkeler
- Preparatori atletici:

## Calciomercato

### Sessione estiva
| Acquisti | Acquisti            | Acquisti   | Acquisti |
| R.       | Nome                | da         | Modalità |
| -------- | ------------------- | ---------- | -------- |
| A        | Edmond N'Tiamoah    | Schötz     |          |
| D        | Michele Coppola     | Lugano     |          |
| D        | Igor Đurić          | Bellinzona |          |
| D        | Samuel Imbach       | Lucerna    |          |
| C        | Genc Mehmeti        | Bellinzona |          |
| C        | Cyril Schiendorfer  | Gossau     |          |
| A        | Jean-Michel Tchouga | Wohlen     |          |
| D        | Yves Zahnd          | Thun       |          |

| Cessioni | Cessioni        | Cessioni   | Cessioni |
| R.       | Nome            | a          | Modalità |
| -------- | --------------- | ---------- | -------- |
| D        | Patrik Baumann  | Servette   |          |
| D        | Daniel Fanger   | Lucerna    |          |
| D        | Luca Ferricchio | Schötz     |          |
| C        | Šerif Hasić     | Novi Pazar |          |
| A        | Goran Karanović | Servette   |          |
| D        | Marco Mangold   | Sciaffusa  |          |
| A        | Janko Pacar     | Lucerna    |          |
| C        | Ante Pekas      | Sciaffusa  |          |
| A        | Piu             | Wohlen     |          |
| C        | Nico Thüring    | Winterthur |          |

### Sessione invernale
| Acquisti | Acquisti        | Acquisti   | Acquisti |
| R.       | Nome            | da         | Modalità |
| -------- | --------------- | ---------- | -------- |
| P        | Joël Kiassumbua | Lucerna II |          |
| C        | Benedikt Koller | Lucerna    |          |

| Cessioni | Cessioni         | Cessioni     | Cessioni |
| R.       | Nome             | a            | Modalità |
| -------- | ---------------- | ------------ | -------- |
| P        | Dragan Đukic     | Thun         |          |
| A        | Jonatan Philippe | Boca Juniors |          |
| C        | Demerali Saliu   | Lucerna II   |          |

## Risultati

### Challenge League

#### Andata
| Arbitro: | Wermelinger |

|           |           |  |
| Tadić 82’ | Marcatori |  |

| Arbitro: | Wermelinger |

|             |           |                                     |
| Frangao 66’ | Marcatori | 34’ Philippe 50’ Tadić 89’ Foschini |

| Arbitro: | Winter |

|                              |           |  |
| Afonso 15’ Senger 72’ (rig.) | Marcatori |  |

| Arbitro: | Bieri |

|           |           |          |
| Đurić 45’ | Marcatori | 45’ Alic |

| Arbitro: | Hänni |

|                                                                 |           |  |
| de Azevedo 14’ (rig.), 60’ Eudis 39’, 52’ Estéban 73’ Rüfli 90’ | Marcatori |  |

| Arbitro: | Graf |

|             |           |             |
| Tchouga 45’ | Marcatori | 78’ Levrand |

| Arbitro: | Grossen |

|                                  |           |              |
| Muslin 62’ Holenstein 86’ (rig.) | Marcatori | 58’ Philippe |

| Arbitro: | Winter |

|  |           |                          |
|  | Marcatori | 2’ Magnetti 86’ Tarchini |

| Sciaffusa 4 ottobre 2010, ore 20:10 CEST 9ª giornata | Sciaffusa | 0 – 0 referto | Kriens | Stadion Breite (850 spett.)\| Arbitro: \| Grossen \| |
| Arbitro:                                             | Grossen   |               |        |                                                      |

| Arbitro: | Wermelinger |

|  |           |             |
|  | Marcatori | 57’ Ciccone |

| Arbitro: | Kever |

|              |           |                                  |
| Foschini 62’ | Marcatori | 25’ (rig.), 69’ Silvio 81’ Munsy |

| Arbitro: | Graf |

|                   |           |                 |
| Sirufo 69’ (rig.) | Marcatori | 14’ Deigendesch |

| Arbitro: | Jancevski |

|                     |           |  |
| Đurić 49’ Tadić 88’ | Marcatori |  |

| Arbitro: | Bertolini |

|                              |           |            |
| Tadić 63’ N'Tiamoah 84’, 88’ | Marcatori | 30’ Mathys |

| Arbitro: | Carrell |

|  |           |               |
|  | Marcatori | 47’ N'Tiamoah |

#### Ritorno
| Arbitro: | Gut |

|              |           |                    |
| Foschini 50’ | Marcatori | 90’ (rig.) Estéban |

| Arbitro: | Klossner |

|                          |           |  |
| Pimenta 11’ Besseyre 76’ | Marcatori |  |

| Arbitro: | Amhof |

|  |           |            |
|  | Marcatori | 26’ Senger |

| Arbitro: | Bieri |

|                         |           |           |
| Burgmeier 34’ Sabia 61’ | Marcatori | 75’ Cerdá |

| Arbitro: | Pache |

|  |           |             |
|  | Marcatori | 58’ Stojkov |

| Arbitro: | Gremaud |

|                                         |           |           |
| Meoli 28’ Roux 75’ Tosi 78’ Carrupt 90’ | Marcatori | 79’ Tadić |

| Arbitro: | Jaccottet |

|                          |           |  |
| Rapp 21’ Sadiku 32’, 90’ | Marcatori |  |

| Arbitro: | Winter |

|                         |           |           |
| Tadić 11’ N'Tiamoah 17’ | Marcatori | 14’ Bieli |

| Arbitro: | Pache |

|                    |           |                       |
| Schultz 23’ (rig.) | Marcatori | 3’ Tadić 72’ Foschini |

| Arbitro: | Gremaud |

|                |           |                       |
| Ciavardini 62’ | Marcatori | 45’ Tchouga 90’ Tadić |

| Arbitro: | Carrell |

|  |           |                           |
|  | Marcatori | 40’ Rodriguez 90’ Hulmann |

| Arbitro: | Winter |

|                                                                      |           |  |
| Schweizer 10’ Veloso 12’, 85’ Etoundi 26’, 64’ Doudin 38’ Mathys 57’ | Marcatori |  |

| Arbitro: | Laperrière |

|                  |           |  |
| Schiendorfer 69’ | Marcatori |  |

| Arbitro: | Pache |

|                 |           |                               |
| Unternährer 54’ | Marcatori | 12’, 17’ Čavušević 87’ Takács |

| Chiasso 25 maggio 2011, ore 19:30 CEST 30ª giornata | Chiasso | 0 – 0 referto | Kriens | Stadio comunale Riva IV (500 spett.)\| Arbitro: \| San \| |
| Arbitro:                                            | San     |               |        |                                                           |

### Coppa Svizzera
| 18 settembre 2010, ore 19:00 CEST Primo turno | Le Mont | 1 – 5 | Kriens |  |

| 17 ottobre 2010, ore 16:00 CEST Secondo turno | Aarau | 2 – 3 | Kriens |  |

| 21 novembre 2010, ore 15:00 CET Ottavi di finale | Kriens | 1 – 2 | Young Boys |  |

## Statistiche

### Statistiche di squadra
| Competizione     | Punti | In casa | In casa | In casa | In casa | In casa | In casa | In trasferta | In trasferta | In trasferta | In trasferta | In trasferta | In trasferta | Totale | Totale | Totale | Totale | Totale | Totale | DR  |
| Competizione     | Punti | G       | V       | N       | P       | Gf      | Gs      | G            | V            | N            | P            | Gf           | Gs           | G      | V      | N      | P      | Gf     | Gs     | DR  |
| ---------------- | ----- | ------- | ------- | ------- | ------- | ------- | ------- | ------------ | ------------ | ------------ | ------------ | ------------ | ------------ | ------ | ------ | ------ | ------ | ------ | ------ | --- |
| Challenge League | 33    | 15      | 5       | 3       | 7       | 14      | 18      | 15           | 4            | 3            | 8            | 12           | 32           | 30     | 9      | 6      | 15     | 26     | 50     | -24 |
| Coppa Svizzera   | -     | 1       | 0       | 0       | 1       | 1       | 2       | 2            | 2            | 0            | 0            | 8            | 3            | 3      | 2      | 0      | 1      | 9      | 5      | +4  |
| Totale           | 33    | 16      | 5       | 3       | 8       | 15      | 20      | 17           | 6            | 3            | 8            | 20           | 35           | 33     | 11     | 6      | 16     | 35     | 55     | -20 |

### Andamento in campionato
| Giornata  | 1 | 2 | 3 | 4 | 5 | 6 | 7  | 8  | 9  | 10 | 11 | 12 | 13 | 14 | 15 | 16 | 17 | 18 | 19 | 20 | 21 | 22 | 23 | 24 | 25 | 26 | 27 | 28 | 29 | 30 |
| --------- | - | - | - | - | - | - | -- | -- | -- | -- | -- | -- | -- | -- | -- | -- | -- | -- | -- | -- | -- | -- | -- | -- | -- | -- | -- | -- | -- | -- |
| Luogo     | C | T | T | C | T | C | T  | C  | T  | C  | C  | T  | C  | C  | T  | C  | T  | C  | T  | C  | T  | T  | C  | T  | T  | C  | T  | C  | C  | T  |
| Risultato | V | V | P | N | P | N | P  | P  | N  | P  | P  | N  | V  | V  | V  | N  | P  | P  | P  | P  | P  | P  | V  | V  | V  | P  | P  | V  | P  | N  |
| Posizione | 7 | 6 | 7 | 6 | 8 | 8 | 11 | 14 | 13 | 13 | 14 | 14 | 12 | 11 | 9  | 9  | 9  | 10 | 12 | 14 | 14 | 14 | 14 | 11 | 10 | 11 | 13 | 12 | 13 | 12 |

Legenda:

Luogo: C = Casa; T = Trasferta. Risultato: V = Vittoria; N = Pareggio; P = Sconfitta.

### Statistiche dei giocatori
| H. Bajrami      | 1  | 0 | 0 | 0 |
| L. Baosic       | 0  | 0 | 0 | 0 |
| I. Camara       | 2  | 0 | 0 | 0 |
| E. Cerdá        | 12 | 1 | 3 | 0 |
| M. Coppola      | 4  | 0 | 0 | 0 |
| B. Deigendesch  | 28 | 1 | 4 | 0 |
| S. Foschini     | 29 | 4 | 4 | 0 |
| F. Grasseler    | 19 | 0 | 1 | 0 |
| S. Imbach       | 25 | 0 | 1 | 0 |
| S. Imholz       | 27 | 0 | 6 | 0 |
| L. Kauer        | 2  | 0 | 0 | 0 |
| Y. Keller       | 0  | 0 | 0 | 0 |
| J. Kiassumbua   | 0  | 0 | 0 | 0 |
| B. Koller       | 6  | 0 | 0 | 0 |
| G. Matoshi      | 3  | 0 | 0 | 0 |
| G. Mehmeti      | 20 | 0 | 4 | 1 |
| E. N'Tiamoah    | 14 | 4 | 2 | 0 |
| J. Philippe     | 13 | 2 | 0 | 0 |
| D. Saliu        | 6  | 0 | 0 | 0 |
| C. Schiendorfer | 22 | 1 | 0 | 0 |
| G. Shalaj       | 29 | 0 | 4 | 0 |
| R. Souto        | 24 | 0 | 3 | 0 |
| T. Stadelmann   | 26 | 0 | 1 | 0 |
| I. Tadić        | 28 | 8 | 4 | 0 |
| J. Tchouga      | 26 | 2 | 2 | 0 |
| L. Unternährer  | 10 | 1 | 0 | 0 |
| Y. Zahnd        | 0  | 0 | 0 | 0 |
| D. Đukic        | 12 | 0 | 1 | 2 |
| I. Đurić        | 24 | 2 | 5 | 1 |